# 溝江建設
溝江建設株式会社（みぞえけんせつ）は、福岡県福岡市に本社を置く、パチンコホール業を中心に一般土木建築工事事業も展開する みぞえグループの中核企業。

## 沿革
- 1940年（昭和15年）- 福岡県飯塚市に木材商として創業
- 1957年（昭和32年）- 住宅開発部門へ進出
- 1964年（昭和39年）- 株式会社溝江商店設立
- 1971年（昭和46年）- 溝江木材興業株式会社に商号変更
- 1974年（昭和49年）- パチンコ店第1号を飯塚市にオープン
- 1979年（昭和54年）- 溝江建設興業株式会社に商号変更
- 1987年（昭和62年）- 溝江建設株式会社に商号変更
- 1992年（平成4年）- 福岡市中央区舞鶴に本社を移転
- 1999年（平成11年）- 福岡市中央区赤坂に本社を移転
- 2002年（平成14年）- ISO9001取得
- 2011年（平成23年）- エコアクション21取得

## 関連企業
- 株式会社イクティス
- 株式会社みぞえ住宅
- 株式会社みぞえ画廊
- 株式会社みぞえ
- 株式会社ジー・ピー・エー・コーポレーション